# Herbulotides bongolava
Herbulotides bongolava là một loài bướm đêm trong họ Geometridae.